# Тарантини, Альберто
Альбе́рто Се́сар Таранти́ни (исп. Alberto César Tarantini; 3 декабря 1955, Эсейса, Аргентина) — аргентинский футболист, защитник.

## Биография
Начал профессиональную карьеру в знаменитом аргентинском клубе «Бока Хуниорс», всего сыграл 179 матчей за команду. В 1978 году перешёл в английский «Бирмингем Сити» за £ 295 000, но в следующем году вернулся в Аргентину где и играл за «Тальерес» (Кордова), позже за «Ривер Плейт». В 1982 году был номинирован на премию лучший южноамериканский игрок года. В 1983 году перешёл во французский клуб «Бастия», позже играл в «Тулузе» и швейцарском «Санкт-Галлене».
Вместе со сборной Аргентины Альберто играл на чемпионате мира 1978 (чемпион) и 1982. Всего за сборную провёл 61 матч, забил 1 гол. Примечательно, что выступая за сборную на чемпионате мира 1978, Тарантини числился игроком без клуба, поскольку контракт с «Бокой» был уже расторгнут, а игроком английского клуба он стал лишь по окончании турнира.

## Достижения
- Чемпион Аргентины (4): 1976 (Насьональ), 1976 (Метрополитано), 1980 (М), 1981 (Н)
- Кубок Либертадорес: 1977
- Чемпион мира: 1978